# Hodod

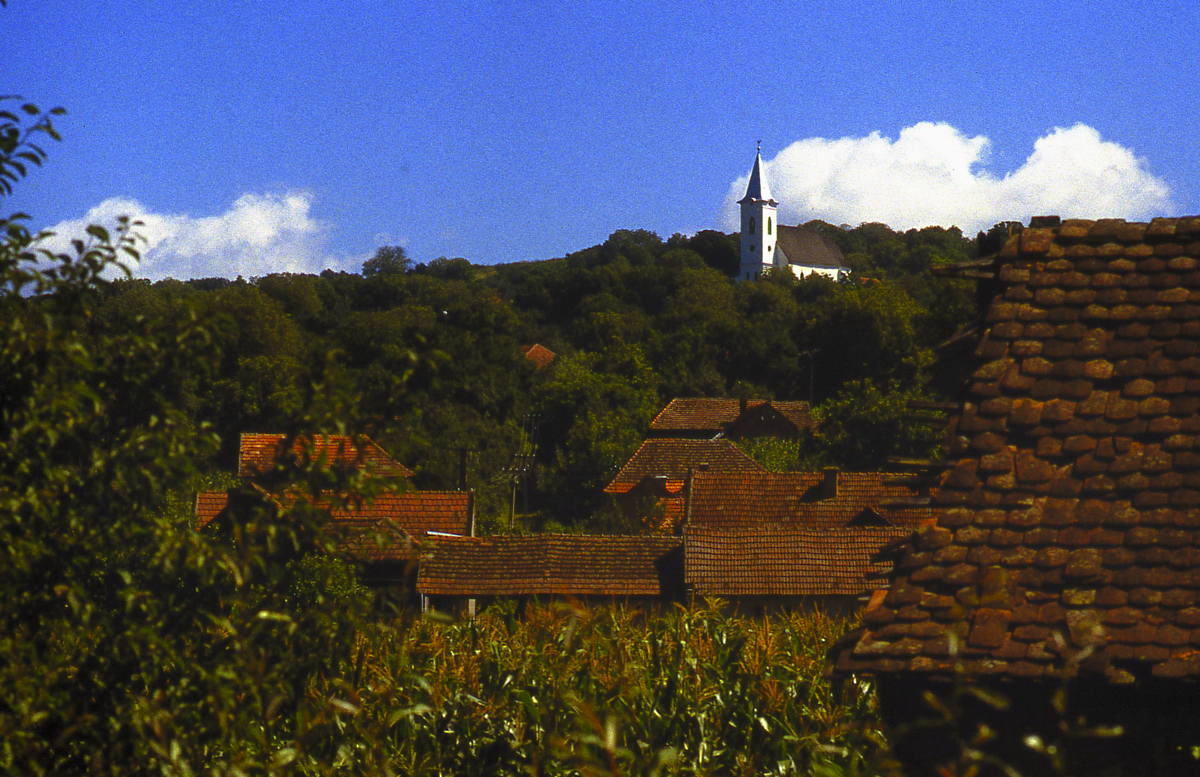
Hodod, Chiesa Reformata Ungherese

Hodod (in ungherese Hadad, in tedesco Kriegsdorf) è un comune della Romania di 2 953 abitanti, ubicato nel distretto di Satu Mare, nella regione storica della Transilvania. 
Il comune è formato dall'unione di quattro villaggi: Giurtelecu Hododului, Hodod, Lelei, Nadișu Hododului.
| rumeno (endonimo)    | ungherese (esonimo) | tedesco (esonimo)            |
| -------------------- | ------------------- | ---------------------------- |
| Hodod                | Hadad               | Kriegsdorf                   |
| Giurtelecu Hododului | Hadadgyőrtelek      | Wüst Jörgen, Georgius        |
| Nadișu Hododului     | Hadadnádasd         | Ungarisch Rohrdorf, Rohrfeld |
| Lelei                | Lele                | Lellen                       |

## Geografia
Il comune di Hodod si trova nel sud-est del distretto Satu Mare sulla strada DJ196.
Il comune confina ad ovest del comune di Bogdand.
Hodod confina nel nord del distretto di Maramures e nell'est e nel sud del distretto di Sălaj.
Etnograficamente, il comune è parte della regione ungherese di Szilágyság.

## Storia
La prima menzione di Hodod è dal 1210. Nadişu Hododului è menzionato dal 1205. Lelei è menzionato dal 1330, Giurtelecu Hododului dal 1378.
La città apparteneva al Regno d'Ungheria ed era parte del Principato di Transilvania.
Hodod ottiene lo status di città nel 1482.
Dopo l'Ausgleich del 1867, l'Impero austriaco, così come il Principato di Transilvania, scompaiono.
Nel 1876 il Regno d'Ungheria è stato suddiviso in province.
Hodod è ora parte del distretto Szilagyi (Szilágyi vármegye).
Alla fine della prima guerra mondiale, l'Impero austro-ungarico scompare.
Hodod diventa parte della Grande Romania nel Trattato di Trianon. Hodod si trova nel distretto di Sălaj da quel momento in poi.
Nel 1940, Hodod fu annessa in Ungheria dal secondo arbitrato di Vienna fino al 1944.
Dopo la seconda guerra mondiale, Hodod diventa rumeno in Trattati di Parigi (1947).